# Halogenidi
Halogenidi su tipični ionski kristali pretežno homodezmičnih, a rjeđe heterodezmičnih rešetaka. Većina ima jednostavan kemijski sastav i visok stupanj simetrije. Nižesimetrijski su kompleksni halogenidi, osobito oni od teških kovina, koji sadrže hidroksilne skupine ili molekule vode.
Glavna značajka većine halogenida je njihova topljivost u vodi.
Prema kemijskom sastavu to su soli klorovodične (HCl), fluorovodične (HF), jodovodične (HI) i bromovodične (HBr) kiseline, pa se razlikuju kloridi, fuoridi, jodidi i bromidi.

### Kloridi
- Halit
- Silvin
- Karnalit
- Salmijak

### Fluoridi
- Fluorit
- Kriolit